# Bram Fischer
Abram Louis Fischer (* 23. April 1908 in Bloemfontein; † 8. Mai 1975 ebenda), bekannt als Bram Fischer, war ein weißer südafrikanischer Rechtsanwalt und Bürgerrechtler.

## Leben
Fischer entstammte einer bekannten Afrikaanerfamilie; sowohl Vater als auch Großvater waren einflussreiche Personen im Oranje-Freistaat, sein Großvater war Premierminister der Oranjefluss-Kolonie.
Er besuchte das South African School of Grey College in Bloemfontein. Während seines Studiums reiste er 1932 durch Europa und die Sowjetunion. In Briefen an seine Eltern schilderte er die Situation der Bauern in der Sowjetunion und verglich diese mit der Situation der Schwarzen in Südafrika. Anschließend an das Studium in Südafrika begann er in den 1930er Jahren ein Studium an der University of Oxford. 
Im Jahr 1937 heiratete Fischer Susanna Johanna „Molly“ Krige, eine Nichte Jan Smuts’. Mit ihr hatte er drei Kinder. Molly Krige starb 1964 bei einem Autounfall. 

### Politische Aktivität
In den 1940er Jahren wurde Fischer Mitglied der Communist Party of South Africa (CPSA, später SACP). Bald darauf belegte er Führungspositionen innerhalb der Partei. Die CPSA pflegte eine sehr enge Beziehung zum African National Congress (ANC) und im Jahr 1943 wirkte Fischer an Änderungen der Verfassung des ANC mit. 1946 wurde er als hochrangiger Politiker der CPSA und seiner damit verbundenen Verwicklung in die Streiks der schwarzen Minenarbeiter angeklagt.
Bekanntheit erreichte Fischer vor allem durch die Verteidigung von Nelson Mandela, Walter Sisulu und anderer Apartheidgegner während des Rivonia-Prozesses von Oktober 1963 bis Juni 1964. Die Verteidigung erreichte eine Umwandlung des Todesurteils in eine lebenslange Haftstrafe. Im September 1964 wurde er aufgrund seiner Mitgliedschaft in der SACP, einer verbotenen Organisation, verhaftet. Später wurde er auf Kaution wieder freigelassen, um einen Klienten in England zu verteidigen. Er versprach seine Rückkehr nach Südafrika, um den Urteilsspruch zu erhalten. Allerdings blieb er nach dem ersten Tag des Prozessbeginns dem Gericht fern, stattdessen schrieb er einen Brief an seinen Verteidiger Harold Hanson, der vor Gericht vorgelesen wurde.

„Wenn Sie diese Zeilen hören, bin ich schon weit von Johannesburg entfernt. Ich werde mich von nun an von dem Prozess fernhalten. Ich verbleibe aber dennoch im Land, wie ich es versprochen habe, als mir die Freilassung gegen Kaution gewährt wurde. Ich möchte das Gericht darüber informieren, dass ich, obwohl ich wissentlich vom Prozess fernbleibe, dem Gericht nicht etwa mangelnden Respekt entgegenbringe oder Angst vor einer Bestrafung hätte. Im Gegenteil, ich bin mir bewusst, dass mein Fernbleiben das Strafmaß nur noch erhöht.
Ich habe diese Entscheidung nur getroffen, weil ich glaube, dass es die Pflicht eines jeden wahren Gegners dieser Regierung ist, im Land zu verbleiben und sich der Apartheidpolitik mit allen ihm zur Verfügung stehenden Mitteln entgegenzustellen. Das werde ich so lange wie möglich tun.“

Von da an war er im Untergrund tätig und verlor 1965 seine Zulassung als Anwalt.

### Gefängnis und Krankheit
Neun Monate später, 1966, wurde er verhaftet. Die Anklage lautete auf Verschwörung, Sabotage und Verletzung des Gesetzes zur Unterdrückung des Kommunismus (Suppression of Communism Act). Er wurde zu einer lebenslangen Haftstrafe verurteilt.
Während seiner Zeit im Gefängnis erkrankte er an Krebs. Durch einen durch den Tumor bedingten Sturz im September 1974 wurde er teilweise gelähmt und verlor die Fähigkeit zu sprechen. Erst im Dezember wurde er vom Gefängnis in ein Krankenhaus verlegt.
Auf öffentlichen Druck hin wurde er aus dem Gefängnis entlassen und im Haus seines Bruders unter Hausarrest gestellt. Er starb im Mai 1975, nur wenige Wochen nach der Verlegung in das Haus seines Bruders. Die Gefängnisleitung behielt die Urne mit der Asche Fischers nach der Totenfeier. Bis heute ist ihr Aufenthaltsort nicht bekannt.

## Rezeption
Im Roman Burgers Daughter (Burgers Tochter) der südafrikanischen Schriftstellerin Nadine Gordimer ist die titelgebende Figur des Anti-Apartheid-Aktivisten Lionel Burger eng an das Vorbild Bram Fischers angelehnt. Sein Kampf für die Rechte der schwarzen Bevölkerung wurde auch von Nelson Mandela öffentlich gewürdigt. In seiner Autobiografie schreibt Mandela: 

„Bram Fischer, der Enkel des Premierministers der Orange River Colony, hatte in vielerlei Hinsicht das größte aller Opfer gebracht. Gleichgültig, was ich in meinem Einsatz für die Freiheit erleiden mußte – immer bezog ich Kraft aus der Tatsache, daß ich mit meinem eigenen Volk und für seine Interessen kämpfte. Bram dagegen war ein freier Mann, der gegen sein eigenes Volk stritt, um für andere die Freiheit zu schaffen.“

Fischer erhielt 1999 postum den südafrikanischen Order of meritorious service in Gold. Der internationale Flughafen Bloemfontein wurde am 13. Dezember 2013 in Bram Fischer International Airport umbenannt.